# Teofrido de Echternach

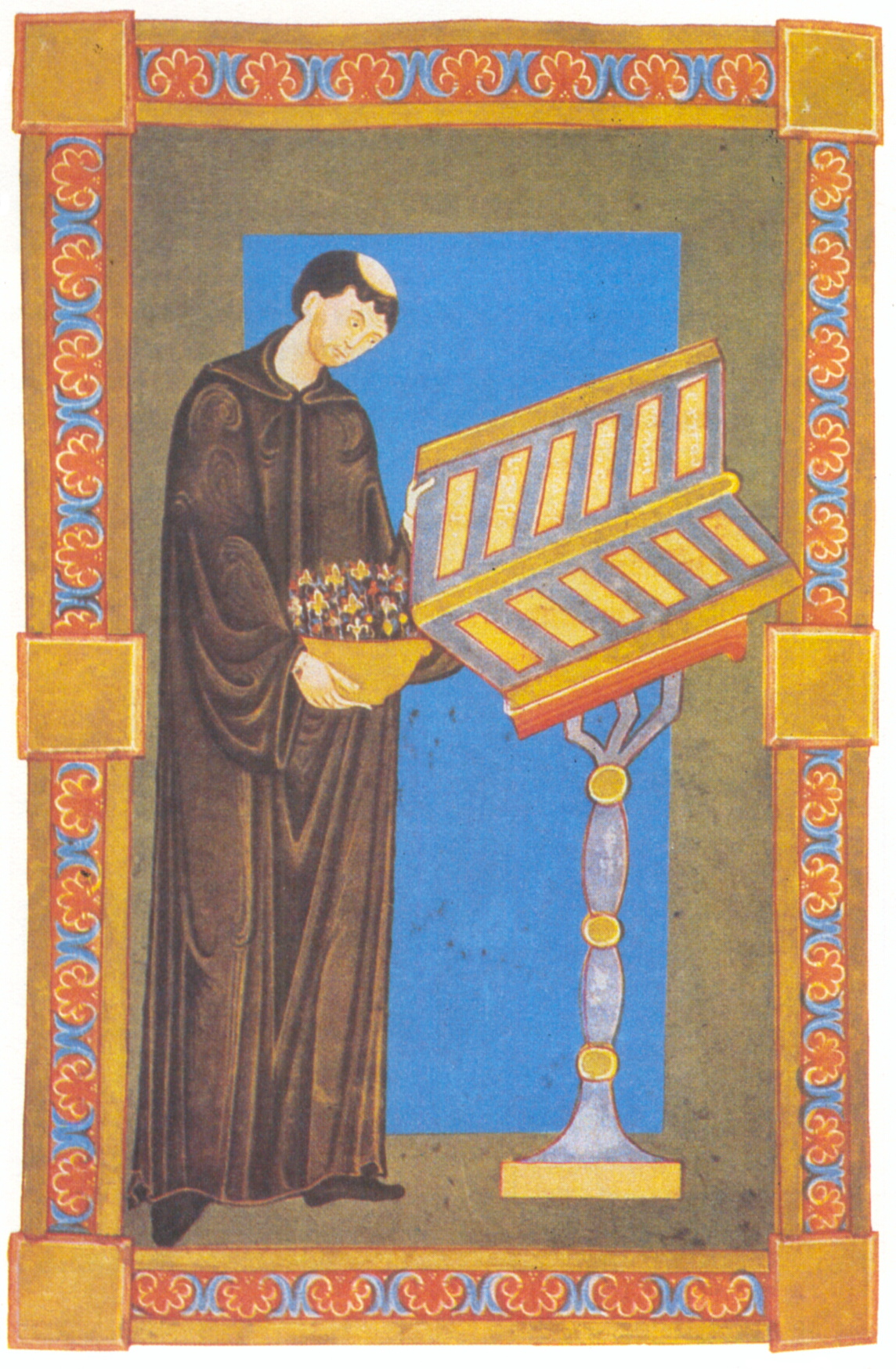
Teofrido de Echternach

Teofrido (em latim: Thiofridus Efternacensis; em francês:  Théofroy; m. 1110) foi um abade beneditino da Abadia de Echternach e autor de diversas obras sobre variados temas. É um dos poucos autores medievais que discutiram o culto às relíquias em sua "Flores epytaphii sanctorum".
Escreveu ainda sobre São Vilibrordo sobre a ligação entre Walcheren, onde uma igreja havia sido dedicada a ele, e Echternach. Teofrido viajou para a Frísia para mediar um conflito entre a população e Balduíno de Flandres.